# Brussels (Wisconsin)
Brussels è un comune degli Stati Uniti, situato in Wisconsin, nella Contea di Door.